# Catherine Bellis
Catherine Cartan "CiCi" Bellis (San Francisco, 8 de abril de 1999) es una extenista estadounidense. El 14 de agosto de 2017 alcanzó su posición más alta en el ranking de la WTA, el puesto 35; y el 17 de julio de 2017 alcanzó el puesto 149 en dobles.
Bellis fue clasificada como la número uno del mundo en júnior, en septiembre de 2014.
En agosto de 2014, Bellis ganó el USTA Girls 18's National Championships, derrotando a Tornado Alicia Black en sets seguidos para asegurar una invitación a la tabla principal en el Abierto de Estados Unidos 2014.
El 26 de agosto de 2014, venció en US Open a la subcampeona del Abierto de Australia 2014, Dominika Cibulkova , convirtiéndose en la jugadora más joven en ganar un partido en el evento desde que Anna Kournikova ganó a los 15 años en 1996.
En agosto de 2016, con apenas 17 años de edad, Bellis jugó su primer torneo de Grand Slam de categoría profesional, llegando a tercera ronda, donde fue vencida por la finalmente campeona Angelique Kerber por 1-6, 1-6. El 13 de septiembre del mismo año, se proclamó como profesional, ya no como Júnior.
La estadounidense llegó a ser 35 del ranking WTA con apenas 17 años, alcanzó la tercera ronda en tres de los cuatro Grand Slams (solo Wimbledon se le resistió) y fue campeona del torneo WTA 125K de Hawaii, llegando también a cosechar tres triunfos ante jugadoras del top-10.
Las recurrentes lesiones de muñeca y codo marginaron a Bellis después de marzo. Bellis finalmente se sometió a cuatro cirugías en junio, septiembre, noviembre y marzo de 2019 en la muñeca, el brazo y el codo.Bellis regresó al tenis en noviembre de 2019.
En el Abierto de Australia de 2020, Bellis derrotó a Karolína Muchová, número 22 del ranking, en la segunda ronda, antes de caer ante la número 17 del mundo, Elise Mertens.Tras disputar su último partido en el Circuito ITF en noviembre de 2020 en Charleston, anunció su retirada en Instagram el 19 de enero de 2022.

## Clasificación en Torneos del Grand Slam
| Torneo           | 2014 | 2015 | 2016 | 2017 | 2018 | 2019 | 2020 | 2021 | G-P | Títulos |
| ---------------- | ---- | ---- | ---- | ---- | ---- | ---- | ---- | ---- | --- | ------- |
| Australia        | -    | -    | -    | -    | 1R   | -    | 3R   | -    | 2-2 | 0/2     |
| Roland Garros    | -    | Q1   | -    | 3R   | -    | -    | 1R   |      | 2-2 | 0/2     |
| Wimbledon        | -    | -    | -    | 1R   | -    | -    | ND   |      | 0-1 | 0/1     |
| Estados Unidos   | 2R   | Q3   | 3R   | 1R   | -    | -    | 2R   |      | 4-4 | 0/4     |
| Ganados/Perdidos | 1-1  | 0-0  | 2-1  | 2-3  | 0-1  | 0-0  | 3-3  | 0-0  | 8-9 | 0/9     |

## Títulos WTA 125s

### Individual (1)
| N.º | Fecha                   | Torneo   | Superficie | Oponente    | Marcador |
| --- | ----------------------- | -------- | ---------- | ----------- | -------- |
| 1.  | 27 de noviembre de 2016 | Honolulu | Dura       | Shuai Zhang | 6–4, 6–2 |

## Títulos ITF (8; 6–2)

### Individuales (6–1)
| Leyenda          |
| ---------------- |
| $100 000 torneos |
| $75 000 torneos  |
| $50 000 torneos  |
| $25 000 torneos  |
| $15 000 torneos  |
| $10 000 torneos  |

| Finales por superficie |
| ---------------------- |
| Dura (6–1)             |
| Arcilla (0–0)          |
| Hierba (0–0)           |
| Carpeta (0–0)          |

| N.º | Fecha                  | Torneo                          | Superficie | Oponente            | Marcador      |
| --- | ---------------------- | ------------------------------- | ---------- | ------------------- | ------------- |
| 1.  | 6 de octubre de 2014   | Rock Hill, Estados Unidos       | Dura       | Lauren Embree       | 6–4, 6–0      |
| 2.  | 13 de octubre de 2014  | Florence, Estados Unidos        | Dura       | Ysaline Bonaventure | 6–2, 6–1      |
| 3.  | 23 de febrero de 2015  | Rancho Santa Fe, Estados Unidos | Dura       | María Sánchez       | 6–2, 6–0      |
| 4.  | 13 de junio de 2016    | Sumter, Estados Unidos          | Dura       | Valeria Solovyeva   | 6–1, 6–3      |
| 5.  | 23 de octubre de 2016  | Saguenay, Canadá                | Dura (i)   | Bianca Andreescu    | 6–4, 6–2      |
| 6.  | 6 de noviembre de 2016 | Toronto, Canadá                 | Dura (i)   | Jesika Malečková    | 6-2, 1-6, 6-3 |

#### Finalista (1)
| N.º | Fecha                 | Torneo                   | Superficie | Oponente   | Marcador      |
| --- | --------------------- | ------------------------ | ---------- | ---------- | ------------- |
| 1.  | 15 de febrero de 2016 | Surprise, Estados Unidos | Dura       | Jamie Loeb | 6–3, 1–6, 3–6 |

### Dobles (2–0)
| Leyenda          |
| ---------------- |
| $100 000 torneos |
| $75 000 torneos  |
| $50 000 torneos  |
| $25,000 torneos  |
| $15 000 torneos  |
| $10 000 torneos  |

| Finales por superficie |
| ---------------------- |
| Dura (1–0)             |
| Arcilla (1–0)          |
| Hierba (0–0)           |
| Carpeta (0–0)          |

| Resultado | N.º | Fecha                | Torneo                  | Superficie | Compañera     | Oponentes                    | Marcador         |
| --------- | --- | -------------------- | ----------------------- | ---------- | ------------- | ---------------------------- | ---------------- |
| Ganadoras | 1.  | 10 de marzo de 2014  | Orlando, Estados Unidos | Arcilla    | Alexis Nelson | Sally Peers Natalie Pluskota | 6–2, 0–6, [11–9] |
| Ganadoras | 2.  | 1 de febrero de 2016 | Midland, Estados Unidos | Dura       | Ingrid Neel   | Naomi Broady Shelby Rogers   | 6–2, 6–4         |

## Finales de Grand Slam categoría júnior

### Dobles femenino
| Resultado    | Año  | Campeonato    | Superficie | Compañera           | Oponentes                       | Marcador         |
| ------------ | ---- | ------------- | ---------- | ------------------- | ------------------------------- | ---------------- |
| Subcampeonas | 2014 | Roland Garros | Arcilla    | Markéta Vondroušová | Ioana Ducu Ioana Loredana Roșca | 1–6, 7–5, [9–11] |